# 정일우 (육상 선수)
정일우(鄭一雨, 1986년 3월 28일~)는 대한민국의 육상 선수로 주 종목은 포환던지기이다. 현재 대한민국 포환던지기 기록 보유자이다.

## 경력
경기도 하남시 출신으로 2010년에 국가대표로 발탁되었다. 그 해 7월에 대한민국 목포에서 열린 2010년 목포 국제 육상 투척 대회를 통해 국제 대회에 처음 출전했고 이 대회에서 18.32m의 기록으로 중화 타이베이의 장밍황의 뒤를 이어 2위에 올랐다. 같은 해 11월 중국 광저우에서 열린 2010년 아시안 게임에서 16.94m의 기록으로 9위에 올랐다.
2011년 7월 홍콩에서 열린 홍콩 인터시티 국제 육상 대회에서 15.32m의 기록으로 우승했으며, 2013년 8월에는 목포 국제 육상 투척 대회에서 17.40m의 기록으로 우승을 차지했다. 같은 해 10월에는 중국 톈진에서 열린 2013년 동아시아 경기 대회에 참가했으며 18.15m의 기록으로 4위에 올랐다. 
2014년 8월에는 목포 국제 육상 투척 대회에서 18.53ｍ의 기록으로 대표팀 동료인 황인성을 누르고 우승했으며 같은 해 10월 대한민국 인천에서 열린 2014년 아시안 게임에 참가하여 18.17m의 기록으로 8위에 올랐다. 이듬해인 2015년 7월 일본 삿포로에서 열린 난부 주헤이 추모 한중일 친선 육상 경기 대회에서 19.49m를 기록하면서 중국의 톈쯔중의 뒤를 이어 2위에 올랐고 대한민국 최고 기록을 갱신했다.
2016년 2월 카타르 도하에서 열린 2016년 아시아 실내 선수권 대회에서 17.45m의 기록으로 6위에 올랐다. 5월에는 중화민국 타오위안에서 열린 중화 타이베이 오픈 국제 육상 대회에서 18.12m의 기록으로 우승했으며, 같은 해 9월 목포 국제 육상 투척 대회에서 18.39m의 기록으로 중국의 왕광푸의 뒤를 이어 2위에 올랐다. 
2017년 9월 목포 국제 육상 투척 대회에서 18.99m의 기록으로 황인성을 누르고 우승을 차지하면서 정상을 탈환했다. 같은 달에 투르크메니스탄 아시가바트에서 열린 2017년 실내 무도 아시안 게임에서는 19.24m의 기록으로 카자흐스탄의 이반 이바노프와 인도의 타진데르팔 싱 투르의 뒤를 이어 동메달을 획득했다. 2018년 6월에는 대한민국 예천에서 열린 코리아 오픈 국제 육상 경기 대회에 참가하여 18.86m의 기록으로 중화 타이베이의 장밍황을 꺾고 우승했으며 같은 해 8월에 인도네시아 자카르타에서 열린 2018년 아시안 게임에서 19.15m의 기록으로 인도의 싱 투르와 중국의 류양, 카자흐스탄의 이바노프의 뒤를 이어 4위에 올랐다.
2019년 4월에는 말레이시아 쿠알라룸푸르에서 열린 말레이시아 오픈 국제 육상 대회에서 19.08m의 기록으로 카자흐스탄의 이바노프의 뒤를 이어 준우승을 차지했고 같은 달에 카타르 도하에서 열린 2019년 아시아 선수권 대회에서 18.64m의 기록으로 6위에 올랐다. 5월에는 중화민국 타이베이에서 열린 중화 타이베이 오픈 국제 육상 대회에서 19.02m의 기록으로 금메달을 획득했다. 같은 해 6월에는 중국 충칭에서 열린 아시아 육상 그랑프리에서 19.28m의 기록으로 은메달을 획득했으며, 같은 달에 광주에서 열린 코리아 오픈 국제 육상 경기 대회에 참가하여 18.58m의 기록으로 황인성을 누르고 우승했다. 또한 같은 달에 김천에서 열린 한중일 육상 친선 대회에서 18.81m의 기록으로 중국의 첸천의 뒤를 이어 은메달을 획득했다. 같은 해 7월에는 베트남 호찌민에서 열린 호찌민 국제 육상 대회에서 17.63m의 기록으로 우승했으며 8월에 열린 목포 국제 육상 투척 대회에서 18.22m의 기록으로 카자흐스탄의 이바노프의 뒤를 이어 2위에 올랐다.

## 기록

### 개인 기록
- 19.49m(2015년, 대한민국 기록)
- 19.16m(2019년, 전국체육대회 기록)